# Четвороглави мишић бута
Четвороглави мишић бута  је велика мишићна група која укључује четири преовлађујућа мишића на предњој страни бутине. То је једини мишић екстензор колена, који формира велику меснату масу која покрива предњи и бочни део бутне кости. 